# Julia Avila
Julia Avila (Los Angeles, 11 de maio de 1988) é uma lutadora norte-americana de artes marciais mistas, luta na categoria peso galo feminino do Ultimate Fighting Championship.

## Biografia
De ascendência mexicana, Avila nasceu em 11 de maio de 1988 em Los Angeles, Califórnia. Ela se formou na Universidade de Notre Dame e atualmente, além de lutadora, trabalha também como geóloga em Oklahoma.

## Carreira no MMA

### Ultimate Fighting Championship
Em 22 de março de 2019, Avila foi contratada pelo UFC para lutar na divisão dos galos feminino. Avila era esperada para enfrentar Melissa Gatto em 6 de julho de 2019 no UFC 239: Jones vs. Santos. Entretanto, Gatto teve que se retirar da luta devido a motivos pessoais e foi substituída por Pannie Kianzad. Avila venceu a luta por decisão unânime.

## Cartel no MMA
| Cartel no MMA   |            |            |
| 11 lutas        | 9 vitórias | 2 derrotas |
| Por nocaute     | 4          | 1          |
| Por finalização | 2          | 0          |
| Por decisão     | 3          | 1          |

| Res.    | Cartel | Oponente           | Método                                  | Evento                              | Data       | Round | Tempo | Local                   | Notas                                             |
| ------- | ------ | ------------------ | --------------------------------------- | ----------------------------------- | ---------- | ----- | ----- | ----------------------- | ------------------------------------------------- |
| Vitória | 9-2    | Julija Stoliarenko | Finalização (mata leão)                 | UFC Fight Night: Gane vs. Volkov    | 26/06/2021 | 3     | 4:19  | Las Vegas, Nevada       |                                                   |
| Derrota | 8-2    | Sijara Eubanks     | Decisão (unânime)                       | UFC Fight Night: Waterson vs. Hill  | 12/09/2020 | 3     | 5:00  | Las Vegas, Nevada       |                                                   |
| Vitória | 8-1    | Gina Mazany        | Nocaute Técnico (socos)                 | UFC Fight Night: Eye vs. Calvillo   | 13/06/2020 | 1     | 0:22  | Las Vegas, Nevada       |                                                   |
| Vitória | 7-1    | Pannie Kianzad     | Decisão (unânime)                       | UFC 239: Jones vs. Santos           | 06/07/2019 | 3     | 5:00  | Las Vegas, Nevada       |                                                   |
| Vitória | 6-1    | Alexa Conners      | Nocaute Técnico (chute frontal e socos) | Invicta FC 32: Spencer vs. Sorenson | 16/11/2018 | 2     | 4:43  | Shawnee, Oklahoma       |                                                   |
| Vitória | 5-1    | Ashley Deen        | Nocaute (socos)                         | HD MMA 13                           | 25/08/2018 | 2     | 2:08  | Shawnee, Oklahoma       |                                                   |
| Derrota | 4-1    | Marciea Allen      | Nocaute Técnico (lesão)                 | Invicta FC 29: Kaufman vs. Lehner   | 04/05/2018 | 1     | 0:49  | Kansas City, Missouri   |                                                   |
| Vitória | 4-0    | Candace Maricle    | Finalização (chave de braço)            | HD MMA 9                            | 22/07/2017 | 1     | 1:18  | Oklahoma City, Oklahoma | Defendeu o cinturão peso galo feminino do HD MMA. |
| Vitória | 3-0    | Nicco Montaño      | Decisão (unânime)                       | HD MMA 7                            | 01/01/2017 | 5     | 5:00  | Oklahoma City, Oklahoma | Ganhou o cinturão peso galo feminino do HD MMA.   |
| Vitória | 2-0    | Carolyn Biskup-Roe | Nocaute (soco)                          | Xtreme Knockout Championships 32    | 27/08/2016 | 1     | 1:28  | Dallas, Texas           |                                                   |
| Vitória | 1-0    | Marion Reneau      | Decisão (unânime)                       | TWC 13: Impact                      | 27/01/2012 | 3     | 5:00  | Porterville, California |                                                   |